# 국민의힘 제4차 전당대회
국민의힘 제4차 전당대회는 2024년 7월 23일 킨텍스에서 치러진 국민의힘 네 번째 전당대회이다. 지도부 선출 결과 당대표에 한동훈, 최고위원에 장동혁, 김재원, 인요한, 김민전, 청년최고위원(45세 미만)에 진종오를 각각 선출하였다.
서병수가 선거관리위원장을, 이헌승이 전당대회의장을 맡았다.

## 지도부 선출 투표
- 선거관리위원장: 서병수
- 전당대회의장: 이헌승
- 7월 19일·20일 모바일 투표, 21·22일 ARS 투표 실시하였다.
- 제4차 전당대회 선거인단: 84만 1614명
  - 당대표 선거: 40만 8272명 투표, 투표율 48.51%
  - 최고위원 선거: 40만 3374명 투표, 투표율 47.93%
  - 청년최고위원 선거:39만 8640명 투표, 투표율 47.37%

6월 13일, 비상대책위원회는 이전 전당대회 직전 폐지된 일반 국민 여론조사를 다시 부활시켜 지도부 선출에 20%를 반영하고, 당대표 선거에 있어 과반득표자가 없을 경우 결선투표를 실시하기로 하는 당헌을 확정했다.
선거인단 결과(모바일 투표+ARS 투표)와 여론조사 결과를 합산, 각각의 당선자가 결정되었다. 대회 현장 발표에서는 청년최고윈원, 최고위원, 당대표 순으로 결과를 발표하였다.

## 당대표 선출
6월 25일, 지도부 후보 등록 결과, 한동훈 전 비대위원장, 원희룡 전 국토교통부 장관, 나경원 전 원내대표, 윤상현 의원 등이 당대표 후보로 등록했다. 당대표 경선은 지지층 내에서 압도적인 지지율로 대세론을 형성한 한동훈 후보와 이를 견제하기 위해 친윤계의 지원을 받는 원희룡, 나경원 후보 등이 한 후보의 과반득표를 저지하려 하는 구도로 진행되었다. 
경선과정에서는 총선 전 김건희 여사가 한동훈 당시 비대위원장에게 명품백 수수 사건과 관련해 5차례 문자로 사과 의사를 표시했으나 한동훈 위원장이 이를 무시했다는 '읽씹' 논란이 있었다. 경선 막판에는 나경원 후보가 원내대표 재임 당시 채이배 당시 바른미래당 의원을 감금하고(폭력행위처벌에 관한 특례법상 공동감금), 국회 각 회의장을 점거하여(폭력행위처벌에 관한 특례법상 공동퇴거불응) 정치개혁특위와 사법개혁특위를 방해한 사건(국회법위반(회의방해죄), 형법상 특수공무집행방해)으로 공소된 데 대해 이후 한동훈 법무부장관에게 사적으로 공소취소를 청탁한 사실이 폭로되어 논란이 되었으나, 오히려 다음날 한동훈 후보가 사과하는 일이 벌어지기도 했다.
당대표에 한동훈 후보자가 선출되었다.
| 순위 | 이름   | 책임당원 투표(80%) | 국민 여론조사(20%) | 총 득표 | 비고 |
| 순위 | 이름   | 득표율             | 득표율             | 득표율  | 비고 |
| ---- | ------ | ------------------ | ------------------ | ------- | ---- |
| 1    | 한동훈 | 255,930            | 64,7772(환산)      | 320,702 | 당선 |
| 1    | 한동훈 | 62.69              | 63.46              | 62.84   | 당선 |
| 2    | 원희룡 | 82,449             | 13,728(환산)       | 96,177  |      |
| 2    | 원희룡 | 20.19              | 13.45              | 18.85   |      |
| 3    | 나경원 | 55,996             | 18,423(환산)       | 74,419  |      |
| 3    | 나경원 | 13.72              | 18.05              | 14.58   |      |
| 4    | 윤상현 | 13,897             | 5,154(환산)        | 19,051  |      |
| 4    | 윤상현 | 3.4                | 5.05               | 3.73    |      |
| 합계 |        |                    |                    |         |      |

## 최고위원 선출
최고위원에 장동혁, 김재원, 인요한, 김민전 후보자가 선출되었다. 1~4위까지 최고위원으로 선출되나, 국민의힘 당헌에 따라 4위인 박정훈 후보자 대신, 여성인 김민전 후보자(5위)가 최고위원에 선출되었다.
|                 | 성명   | 선거인단 득표 수 (1) | 여론조사         | 여론조사 | 계 (1)+(2) | 순위 | 비고  |
| 여론조사 득표율 | 성명   | 선거인단 득표 수 (1) | 환산 득표 수 (2) |          | 계 (1)+(2) | 순위 | 비고  |
| --------------- | ------ | -------------------- | ---------------- | -------- | ---------- | ---- | ----- |
|                 | 김민전 | 126670표             | 12.44%           | 25007표  | 151,677표  | 5    | 당선  |
|                 | 김재원 | 157127표             | 15.34%           | 30837표  | 187,964표  | 2    | 당선  |
|                 | 김형대 | 9423표               | 2.82%            | 5669표   | 15,092표   | 9    |       |
|                 | 박용찬 | 32340표              | 6.40%            | 12865표  | 45,205표   | 6    |       |
|                 | 박정훈 | 140053표             | 12.37%           | 24866표  | 164,919표  | 4    | [ B ] |
|                 | 이상규 | 22663표              | 4.46%            | 8966표   | 31,629표   | 7    |       |
|                 | 인요한 | 132146표             | 21.58%           | 43380표  | 175,526표  | 3    | 당선  |
|                 | 장동혁 | 166818표             | 20.07%           | 40345표  | 207,163표  | 1    | 당선  |
|                 | 함운경 | 16847표              | 4.54%            | 9126표   | 25,973표   | 8    |       |

## 청년최고위원 선출
청년최고위원(45세 미만)에 진종오 후보자가 선출되었다.
|                 | 성명   | 선거인단 득표 수 (1) | 여론조사         | 여론조사 | 계 (1)+(2) | 순위 | 비고 |
| 여론조사 득표율 | 성명   | 선거인단 득표 수 (1) | 환산 득표 수 (2) |          | 계 (1)+(2) | 순위 | 비고 |
| --------------- | ------ | -------------------- | ---------------- | -------- | ---------- | ---- | ---- |
|                 | 김은희 | 51050표              | 20.11%           | 200,41표 | 71091표    | 4    |      |
|                 | 김정식 | 85608표              | 14.81%           | 14760표  | 100368표   | 2    |      |
|                 | 박상현 | 57002표              | 29.06%           | 28961표  | 85963표    | 3    |      |
|                 | 진종오 | 204977표             | 36.02%           | 35897표  | 240874표   | 1    | 당선 |